# Merve Daşdemir

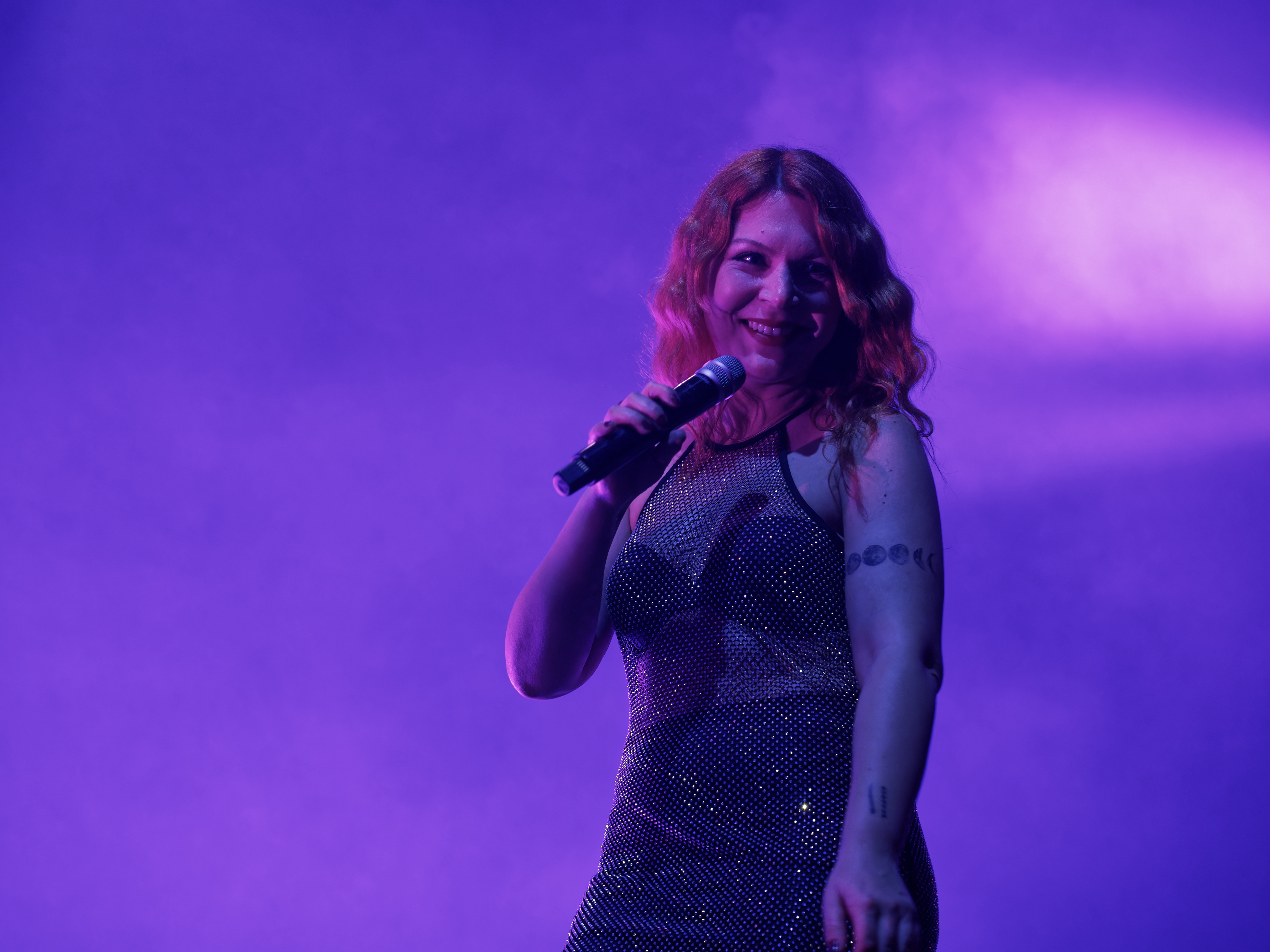
Merve Daşdemir, 2022

Merve Daşdemir (* 20. September 1987 in Istanbul) ist eine türkische Musikerin und ehemalige Leadsängerin der niederländisch-türkischen Psychedelic-Folk-Rock-Band Altın Gün.

## Leben und musikalische Karriere
Daşdemir wuchs im Istanbuler Stadtteil Kadıköy auf. Nach ihrem Schulabschluss studierte sie Anthropologie an der Universität Istanbul. Bereits während ihrer Studienzeit begann sie zu musizieren und gründete mit ihren Studienfreunden eine Band. Daşdemir wurde in ihrer Jugend von türkischen Künstlern wie Selda Bağcan, Barış Manço und Aşık Veysel beeinflusst. Später inspirierte sie auch westliche Künstlerinnen wie Tori Amos und Kate Bush. 2012 lernte sie auf dem Sziget-Festival in Budapest ihren späteren Ehemann Jan Derks kennen, den Bassisten der niederländischen Band Chef'Special. Danach ließ sie sich in den Niederlanden nieder. 2016 wurde sie über Facebook von Jasper Verhulst kontaktiert, der nach türkischen Musikern für seine neu gegründete Band Altın Gün suchte, der Daşdemir als Sängerin beitrat. Mit Altın Gün veröffentlichte sie mehrere erfolgreiche Alben, darunter Gece (2019), das für einen Grammy in der Kategorie Best World Music Album nominiert wurde. 2024 verließ sie die Band. Altın Gün veröffentlichte zum Abschied die Doppelsingle Vallahi Yok / Kırık Cam, die von Daşdemir geschrieben wurde.

## Privates
Zwischen 2017 und 2022 war sie mit Jan Derks verheiratet.